# Snowboarding na Zimowych Igrzyskach Olimpijskich Młodzieży 2012
Snowboard na Zimowych Igrzyskach Olimpijskich Młodzieży 2012 odbywał się w dniach 15 - 20 stycznia 2012 roku.
Zawodnicy i zawodniczki walczyli w dwóch męskich i w dwóch kobiecych konkurencjach: half-pipe i slopestyle. Łącznie zostało rozdanych cztery komplety medali. Zawody w slopestyle-u odbywały się będą 30 km na zachód od Innsbrucku, gdzie znajduje się kurort narciarski Kühtai Ski Resort, natomiast zawody w halfpip-ie rozegrane były 4km na północ od miasta gospodarza ZIOM w Nordkette Innsbruck.

## Terminarz
| Data             | Miejscowość         | Konkurencja          | Złoto              | Srebro            | Brąz            |
| ---------------- | ------------------- | -------------------- | ------------------ | ----------------- | --------------- |
| 15 stycznia 2012 | Nordkette Innsbruck | Halfpipe chłopców    | Ben Ferguson       | Tim-Kevin Ravnjak | Taku Hiraoka    |
| 15 stycznia 2012 | Nordkette Innsbruck | Halfpipe dziewcząt   | Hikaru Ōe          | Arielle Gold      | Lucile Lefevre  |
| 20 stycznia 2012 | Kühtai Ski Resort   | Slopestyle chłopców  | Michael Ciccarelli | Ben Ferguson      | David Hablützel |
| 20 stycznia 2012 | Kühtai Ski Resort   | Slopestyle dziewcząt | Audrey McManiman   | Arielle Gold      | Alexandra Fitch |

## Wyniki

### Dziewcząt

#### Halfpipe
| Pozycja | Nr | Zawodniczka           | Kraj      | Przejazd 1 | Przejazd 2 | Najlepszy |
| ------- | -- | --------------------- | --------- | ---------- | ---------- | --------- |
|         | 1  | Hikaru Ohe            | Japonia   | 95.75      | 96.25      | 96.25     |
|         | 6  | Arielle Gold          | USA       | 90.00      | 86.50      | 90.00     |
|         | 2  | Lucile Lefevre        | Francja   | 82.25      | 29.75      | 82.25     |
| 4       | 8  | Alexandra Fitch       | Australia | 75.25      | 60.75      | 75.25     |
| 5       | 16 | Quincy Korte-King     | Kanada    | 61.25      | 69.75      | 69.75     |
| 6       | 11 | Maria Delfina Maiocco | Włochy    | 69.00      | 44.25      | 69.00     |

#### Slopestyle
| Pozycja | Nr | Zawodnik              | Państwo    | Zjazd 1 | Zjazd 2 | Najlepszy |
| ------- | -- | --------------------- | ---------- | ------- | ------- | --------- |
|         | 11 | Audrey McManiman      | Kanada     | 84.25   | 62.75   | 84.25     |
|         | 12 | Arielle Gold          | USA        | 71.75   | 69.00   | 71.75     |
|         | 3  | Alexandra Fitch       | Australia  | 69.75   | 42.50   | 69.75     |
| 4       | 13 | Celia Petrig          | Szwajcaria | 62.00   | 40.75   | 62.00     |
| 5       | 4  | Indigo Monk           | USA        | 55.00   | 50.00   | 55.00     |
| 6       | 15 | Maria Delfina Maiocco | Włochy     | 47.25   | 54.25   | 54.25     |
| 7       | 8  | Quincy Korte-King     | Kanada     | 49.00   | 51.50   | 51.50     |
| 8       | 5  | Birgit Rofner         | Austria    | 33.50   | 49.50   | 49.50     |
| 9       | 2  | Lucile Lefevre        | Francja    | 36.25   | 42.25   | 42.25     |

### Chłopcy

#### Halfpipe
| Pozycja | Nr | Zawodnik           | Kraj          | Przejazd 1 | Przejazd 2 | Najlepszy |
| ------- | -- | ------------------ | ------------- | ---------- | ---------- | --------- |
|         | 21 | Ben Ferguson       | USA           | 90.25      | 93.25      | 93.25     |
|         | 20 | Tim-Kevin Ravnjak  | Słowenia      | 59.25      | 86.75      | 86.75     |
|         | 8  | Taku Hiraoka       | Japonia       | 55.75      | 84.25      | 84.25     |
| 4       | 26 | Michael Ciccarelli | Kanada        | 74.50      | 84.00      | 84.00     |
| 5       | 16 | David Habluetzel   | Szwajcaria    | 49.00      | 80.25      | 80.25     |
| 6       | 4  | Jan Kralj          | Słowenia      | 68.25      | 75.00      | 75.00     |
| 7       | 3  | Nikita Avtaneev    | Rosja         | 74.75      | 70.25      | 74.75     |
| 8       | 17 | Johannes Höpfl     | Niemcy        | 64.25      | 71.50      | 71.50     |
| 9       | 6  | Yannis Tourki      | Francja       | 63.00      | 57.25      | 63.00     |
| 10      | 14 | Hamish Bagley      | Nowa Zelandia | 57.25      | 46.25      | 57.25     |

#### Slopestyle
| Pozycja | Nr | Zawodnik                | Państwo    | Zjazd 1 | Zjazd 2 | Najlepszy |
| ------- | -- | ----------------------- | ---------- | ------- | ------- | --------- |
|         | 10 | Michael Ciccarelli      | Kanada     | 85.75   | 94.25   | 94.25     |
|         | 20 | Ben Ferguson            | USA        | 87.50   | 90.25   | 90.25     |
|         | 17 | David Hablützel         | Szwajcaria | 57.75   | 87.50   | 87.50     |
| 4       | 27 | Jan Kralj               | Słowenia   | 58.50   | 85.25   | 85.25     |
| 5       | 4  | Max Raymer              | USA        | 39.25   | 85.00   | 85.00     |
| 6       | 19 | Tyler Nicholson         | Kanada     | 44.25   | 84.00   | 84.00     |
| 7       | 7  | Tuomas Pohjonen         | Finlandia  | 80.25   | 46.50   | 80.25     |
| 8       | 26 | Ondrej Porkert          | Czechy     | 24.25   | 75.50   | 75.50     |
| 9       | 18 | Andre Christian Escobar | Chile      | 32.75   | 60.00   | 60.00     |
| 10      | 6  | Lucas Baume             | Szwajcaria | 51.25   | 57.25   | 57.25     |